# Bassam Aramin
Bassam Aramin (arabisch بسام عرامين, DMG Bassām ʿArāmīn; * 1969) ist ein palästinensischer Friedensaktivist, einer der Gründer der israelisch-palästinensischen Organisation „Combatants for Peace“ und Träger des Bremer Friedenspreises.

## Biografie
Aramin wurde 1969 in dem Dorf Sair in der Nähe von Hebron im Westjordanland geboren. Als Jugendlicher entschloss er sich trotz einer Behinderung, der Fatah-Bewegung beizutreten und für die palästinensische Unabhängigkeit zu kämpfen. Im Alter von sechzehn Jahren warf er eine nicht funktionsfähige Handgranate in Richtung eines israelischen Jeeps und wurde wegen Zugehörigkeit zu einer illegalen Bewegung und wegen Waffenbesitzes zu sieben Jahren Gefängnis verurteilt.
Im Gefängnis sah Aramin einen Film über den Holocaust, der seine Einstellung gegenüber Israelis grundlegend veränderte. „Eines der Probleme in unseren Gemeinschaften ist, dass wir davon abgeschirmt sind, die Dinge jemals aus der Sicht der anderen Seite zu sehen“, sagte er später. „Ich wusste nichts über den Holocaust. Ich konnte nicht glauben, was ich da sah. Es erklärte so viel über das jüdische Volk, zu sehen, was es durchgemacht hatte.“ Er bekannte sich im Vorfeld seiner Entlassung zur Gewaltlosigkeit und verpflichtete sich zur Förderung von Frieden und Dialog.

### Friedensaktivismus
Aramin arbeitete in der Folge im palästinensischen Archiv in Ramallah und gründete eine Organisation namens al-Quds für auf Demokratie und Frieden ausgerichtete Jugendarbeit in den besetzten Gebieten. 2005 war Aramin zusammen mit anderen ehemaligen palästinensischen Paramilitärs und israelischen Ex-Soldaten einer der Gründer der Friedensaktivistengruppe „Combatants for Peace“ („Kombattanten für Frieden“).
Bei einem der ersten Treffen der Gruppe lernte Aramin den Israeli Rami Elhanan kennen, den Vater von Elik Elhanan, einem der israelischen Mitgründer von Combatants for Peace. Rami Elhanan hatte 1997 seine 13-jährige Tochter Smadar bei einem palästinensischen Selbstmordanschlag in der Fußgängerstraße Ben Jehuda im Zentrum von Jerusalem verloren.
2007 verlor Aramin seine 10-jährige Tochter Abir; sie war vor ihrer Schule im Westjordanland von einem Gummigeschoss, das ein achtzehnjähriger israelischer Soldat abgefeuert hatte, am Kopf getroffen worden und starb im Krankenhaus an der Verletzung. Dadurch vertiefte sich Aramins Freundschaft zu Elhanan, der später sagte: „Es war ein entsetzliches Gefühl, denn ich wusste genau, was Bassam durchmachte. Als ich ihn dort stehen sah, spürte ich, wie die Hoffnung von mir wich, und ich sagte zu ihm: ‚Was sollen wir jetzt tun?‘ Ich bin kein gläubiger Mensch, Bassam aber schon, und er sagte: ‚Gott prüft uns.‘ Diese Reaktion fand ich in diesem Moment so bemerkenswert.“
Aramin und Rami Elhanan treten seitdem gemeinsam als Friedensaktivisten bei nationalen und internationalen Veranstaltungen auf. Beide sind auch im „Parents Circle – Families Forum“ (PCFF) tätig, einer israelisch-palästinensischen Organisation für Eltern, die Kinder im Nahostkonflikt verloren haben. Ihre andauernde Freundschaft und Zusammenarbeit ist Gegenstand des Films Within the Eye of the Storm und die Inspiration für Colum McCanns Roman Apeirogon.
Aramin gewann 2007 den Bremer Friedenspreis. Im März 2024 hatten Aramin und Elhanan eine gemeinsame Audienz bei Papst Franziskus.

## Persönliches
Aramin heiratete nach seiner Entlassung aus dem Gefängnis; aus der Ehe sind sechs Kinder hervorgegangen, darunter die 2007 getötete Abir.